# Вентспилс (станция)
Ве́нтспилс (латыш. Ventspils) также Ве́нтспилс I — внеклассная железнодорожная станция на линии Вентспилс — Тукумс II, в городе Вентспилс Вентспилсского края Латвии. Считается узловой станцией, так как официально включает в состав несколько станций на территории города, соединённых между собой разветвлённой системой путей (Вентспилс II, Нефтяной, Припортовый, Морской, Южный и Восточный парки).
5 марта 2013 года пассажирское здание и водонапорная башня станции Вентспилс, сохранившиеся в первозданном виде, объявлены памятниками архитектуры государственного значения.

## История
Станция I класса Виндава открыта в 1901 году и строилась здесь во временном варианте. Проект предусматривал размещение обширной станции на левом берегу Венты. Оживления станции добавила построенная немецкой армией во время Первой мировой войны узкоколейка береговой охраны, пути которой в 1923 году довели до станции линии Вентспилс — Москва. Следующий этап развития станции датируется 1960-ми годами: с развитием портовой инфраструктуры от узкоколейки отказались, а станцию модернизировали, построив новые ширококолейные грузовые вагонные парки. Нетронутой осталась территория, предназначавшаяся для обслуживания пассажирских поездов. В расписаниях и картах 1945-67 годов упоминается оставшееся от немцев название Вентспилс-Северный (Windau-Nord). С 1969 года до прекращения движения пассажирских поездов в 2001 году станция называлась Вентспилс-I. С 2008 года пассажирский поезд «Курземе» маршрута Рига — Вентспилс снова курсировал до станции Вентспилс, что продолжалось до 22 февраля 2010 года, после чего пассажирское движение по станции полностью прекращено.

## Парки станции Вентспилс
- Парк А — Часть станции, расположенная в районе пассажирского здания. Предназначен для приёма и отправки пассажирских и грузовых поездов из Риги и Елгавы.
- Парк В — Парк приёма и отправки грузовых поездов.
- Парк С — Сортировочный парк с 16-ю путями.
- Парк D — Парк с четырьмя путями, предназначенный для приёма грузов.
- Припортовый парк (латыш. Pieostas parks) — Парк, обрабатывающий грузы, прибывающие и отправляющиеся из Вентспилсского порта. Парк имеет 8 путей и 2 тупика.
- Морской парк (латыш. Jūras parks) —
- Южный парк (латыш. Dienvidu parks) — или — Вентспилс-южный, находится на другом берегу Венты, пути, ведущие туда являются частью бывшей линии  Лиепая — Вентспилс. Парк предназначен для маневровых работ, не имеет на территории построек и обслуживающего персонала, заканчивается тупиком в лиепайском направлении.
- Восточный парк (латыш. Austrumu parks) —
- Нефтяной парк (латыш. Naftas parks) —